# Nevo d'embalum de goma blava
La Síndrome del Nevus Blau o SNB (BRBNS o Blue rubber bleb nevus) o síndrome de Bean és una patologia rara a la pell, potencialment fatal, però de fàcil diagnòstic.
BRBNS és causada per mutacions somàtiques en el gen TEK (TIE2). El dermatòleg anglès George Gaskoin va ser el primer en descriure'l en 1860, però s'anomena així per William Bennet Bean, qui ho va documentar més exhaustivament l'any 1958.
Es tracta d'una síndrome de la pell que es caracteritza per l'aparició d'un o diversos nòduls de color blau molt susceptibles a hemorràgies fatals. Està associat amb hemangiomes del tracte digestiu. Les complicacions associades són hemorràgies gastrointestinals que ocasiones anèmies ferropèniques, amputació d'extremitats, lesions oculars, intussuscepció i desórdens ortopèdics. Pot ocorre dolor nocturn i hiperhidrosi regional.
Es pot observar en ambdós sexes durant l'estadi primerenc de la infantesa. Poden aparèixer des d'1 fins cents de petits nòduls subcutanis de constància similar al cautxú, que fan prominència en forma de petits pòlips acompanyats de cabellera recurrent i pal·lidesa cutaneomucosa.
Des del punt de vista anatomopatològic es tracta d'hemangiomes o hamartomes venosos d'aspecte polipoide de la pell, intestí prim i còlon, pulmó, ronyó i peritoneu i musculatura esquelètica. Ocasionalment, es troben al fetge, melsa i sistema nerviós central.
L'etiologia és genètica monogènica i s'ha comprovat que es transmet per herència autosòmica dominant.

## Característiques
1. Hemangiomes cavernosos cutanis semblants a bufetes de goma, blavoses, que es localitzen en qualsevol part del cos fins i tot regió subungueal.
2. Dolores nocturns esporàdics.
3. Sudació intensa supralesional que pot ser molt intensa.
4. Hemorràgies quan coexisteixen hemangiomes cavernosos intestinals, que són múltiples i sagnen fàcilment. També poden localitzar-se en pulmó, fetge, ronyó, peritoneu i musculatura esquelètica.
5. S'ha descrit associació amb medul·loblastomes i fibrosarcomes.